# Мусаев, Гапиз Мусаевич
Гапиз Мусаевич Мусаев (22 декабря 1942, с. Кичи-Гамри, Сергокалинский район, Дагестанская АССР, РСФСР, СССР) — советский борец вольного стиля. Мастер спорта СССР международного класса. По национальности — даргинец.

## Биография
Вольной борьбой начал заниматься с 18 лет в ШВСМ, который в то время назывался «Буревестник» Махачкалы. В 1967 и в 1968 году дважды становился бронзовым призёром чемпионата СССР. В 1969 году стал победителем Кубка Европейских чемпионов.

## Личная жизнь
Окончил 7 классов в кичи-гамринской школе, мюрегинскую среднюю школу в 1959 году. С 1964 по 1967 годы служил в рядах Советской Армии. В 1969 году окончил физический факультет Дагестанского государственного университета. С 1973 по 2021 г.г. работал в Дагестанском государственном университете, является доктором физико-математических наук, заведовал кафедрой теоретической физики, заслуженный деятель науки Российской Федерации. Являлся депутатом Народного Собрания Республики Дагестан. Председателем исполкома даргинского национального движения «Цада» . 

## Достижения
- Вольная борьба на летней Спартакиаде народов СССР 1967 — ;
- Чемпионат СССР по вольной борьбе 1968 — ;
- Кубок Европейских чемпионов 1969 — ;